# Provincia Lualaba
Provincia Lualaba este o unitate administrativă de gradul I, una dintre cele 25 noi provincii ale Republicii Democratice Congo, create în reîmpărțirea din 2015.
Reședința sa este orașul Kolwezi.